# Arctogeophilus sachalinus
Arctogeophilus sachalinus är en mångfotingart som beskrevs av Karl Wilhelm Verhoeff 1934. Arctogeophilus sachalinus ingår i släktet Arctogeophilus och familjen storjordkrypare. Inga underarter finns listade i Catalogue of Life.